# Josep Fontanet Petit
Josep Fontanet Petit (Barcelona, 22 de juliol de 1900 – Barcelona, 31 de desembre de 1941) fou un waterpolista català que va competir a començaments del segle xx.
El 1920 va prendre part en els Jocs Olímpics d'Anvers, on disputà la competició de waterpolo. Aquest fou el debut de la selecció espanyola en uns Jocs, en els quals finalitzà en una meritòria setena posició. Quatre anys més tard, a París, fou vuitè en la classificació final de waterpolo.
Membre del CN Barcelona, en el seu palmarès destaquen dos Campionats d'Espanya (1920, 1921) i sis de Catalunya (1921 a 1926).